# Valdeconcha
Valdeconcha è un comune spagnolo di 39 abitanti (2022) situato nella comunità autonoma di Castiglia-La Mancia.